# Regina Ammicht Quinn
Regina Ammicht Quinn (* 10. Februar 1957 in Stuttgart) ist eine deutsche Theologin, Germanistin und Hochschullehrerin.

## Leben
Sie wirkt am Internationalen Zentrum für Ethik in den Wissenschaften (IZEW) an der Universität Tübingen. „Zweimal stand Regina Ammicht Quinn an der Spitze von Berufungslisten für einen theologischen Lehrstuhl. Im Jahr 2000 in Augsburg und drei Jahre später in Saarbrücken. Jedes Mal verweigerten ihr die zuständigen Bischöfe das ‚Nihil obstat‘ (Nichts steht dagegen).“ Sie war vom 24. Februar 2010 bis Mai 2011 als Staatsrätin für interkulturellen und interreligiösen Dialog sowie gesellschaftliche Werteentwicklung parteiloses Mitglied der Landesregierung von Baden-Württemberg im Kabinett Mappus. Sie ist außerdem Mitherausgeberin der internationalen theologischen Zeitschrift Concilium. Im Jahr 2018 wurde sie als Verantwortliche für den Bereich „Recht und Ethik“ in den Lenkungskreis der Plattform Lernende Systeme berufen.
Ihr wissenschaftliches Fach ist die Theologische Ethik. Darin argumentiert sie nicht von übergeordneten Moralsystemen her, sondern geht von den Menschen in ihren konkreten Lebenssituationen aus, von ihren Beziehungen, Bedürfnissen und Leiden. Die menschliche Würde verortet sie in der Verletzlichkeit des Menschen. „Körper“, „Geschlecht“ und „Sexualität“ sind für sie nicht einfache Gegebenheiten, sondern kulturell geprägte Konzepte, die geschichtlichen Veränderungen unterliegen. Sie plädiert dementsprechend für eine Neubewertung von Homosexualität und die Veränderung einer bipolaren Sicht auf die Geschlechter.
Am 8. März 2015 wurde ihr der Herbert-Haag-Preis verliehen.

## Werke
- Von Lissabon bis Auschwitz. Zum Paradigmawechsel in der Theodizeefrage. Herder, Freiburg 1992, ISBN 3-451-22943-9.
- Habilitationsschrift: Körper – Religion – Sexualität, Theologische Reflexionen zur Ethik der Geschlechter. Matthias-Grünewald-Verlag, Mainz 1999, ISBN 3-7867-2206-4.
- Körper und Religion.  (Hrsg., zus. mit Elsa Tamez)  In: Concilium 38 (2002/2), Matthias-Grünewald-Verlag, Mainz 2002, ISSN 0588-9804.
- Menschenwürde in der Debatte.  (Hrsg., zus. mit Maureen Junker-Kenny und Elsa Tamez)  In: Concilium 39 (2003/2), Matthias-Grünewald-Verlag, Mainz 2002, ISSN 0588-9804.
- Struktureller Verrat. Sexueller Missbrauch in der Kirche.  (Hrsg., zus. mit Hille Haker und Maureen Junker-Kenny)  In: Concilium 40 (2004/3), Matthias-Grünewald-Verlag, Mainz 2004, ISSN 0588-9804.
- Glück – der Ernst des Lebens. Herder, Freiburg 2006, ISBN 3-451-05652-6.
- Aids.  (Hrsg., zus. mit Hille Haker)  In: Concilium 43 (2007/3), Matthias-Grünewald-Verlag, Mainz 2007, ISSN 0588-9804.
- Homosexualitäten.  (Hrsg., zus. mit Marcella Althaus-Reid u. a.) In: Concilium 44 (2008/1), Matthias-Grünewald-Verlag, Mainz 2008, ISSN 0588-9804.